# Bulbophyllum epicranthes
Bulbophyllum epicranthes är en orkidéart som beskrevs av Joseph Dalton Hooker. Bulbophyllum epicranthes ingår i släktet Bulbophyllum och familjen orkidéer.

## Underarter
Arten delas in i följande underarter:
- B. e. epicranthes
- B. e. sumatranum